# Housle (přírodní památka)
Přírodní památka Housle zahrnuje hluboce zaříznutou erozní rokli západně od místní části Lysolaje, na území jejího katastru. Chráněné území je ve správě Magistrátu hlavního města Prahy. Celá přírodní památka má výměru 3,8176 hektaru; rozkládá se v nadmořské výšce 290–310 metrů, je 20–30 metrů hluboká a 250 metrů dlouhá. Z jejích okrajů je možný výhled do jiných částí Prahy, například do Bohnic a Suchdola.

## Předmět ochrany

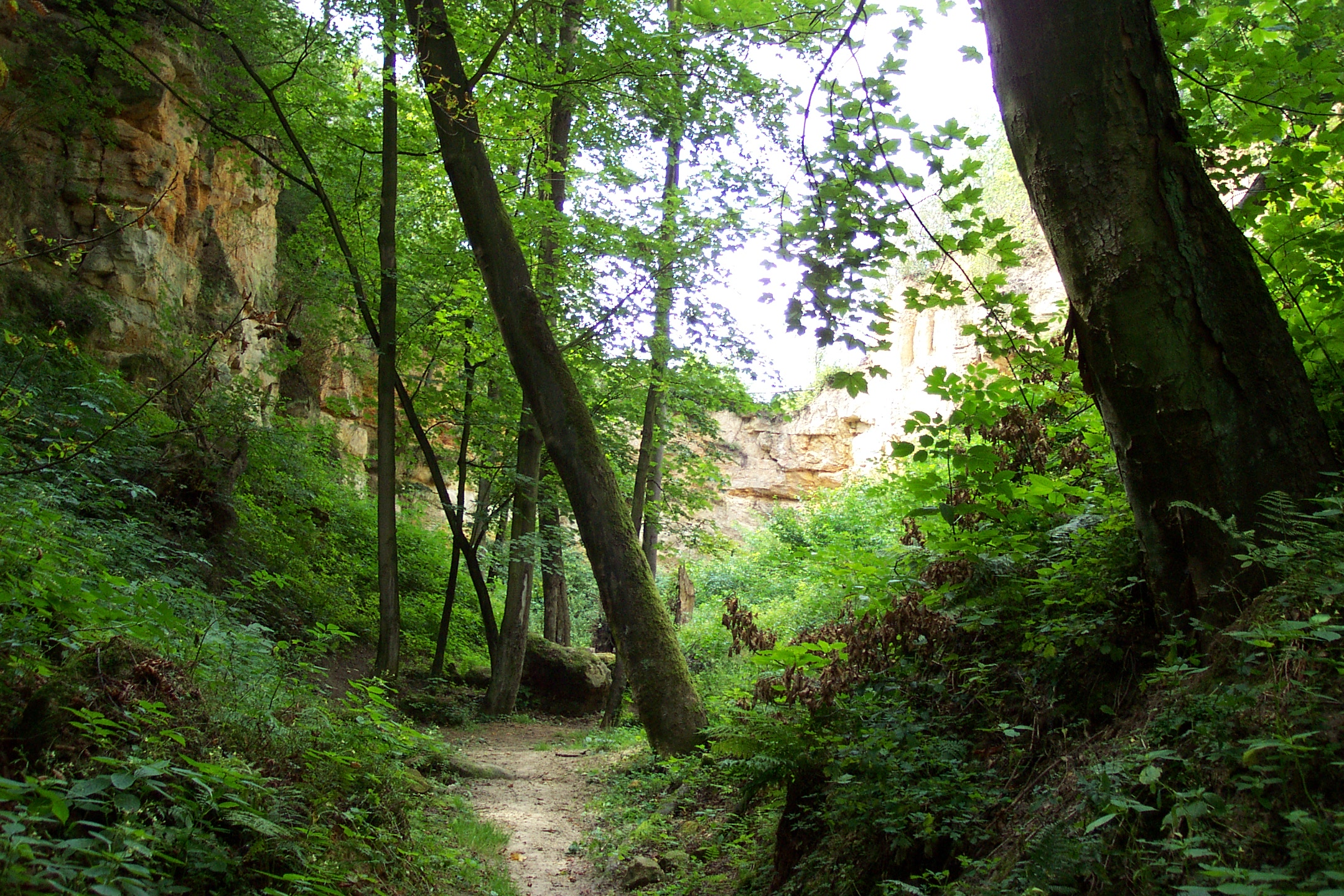
Zarostlá spodní část rokle

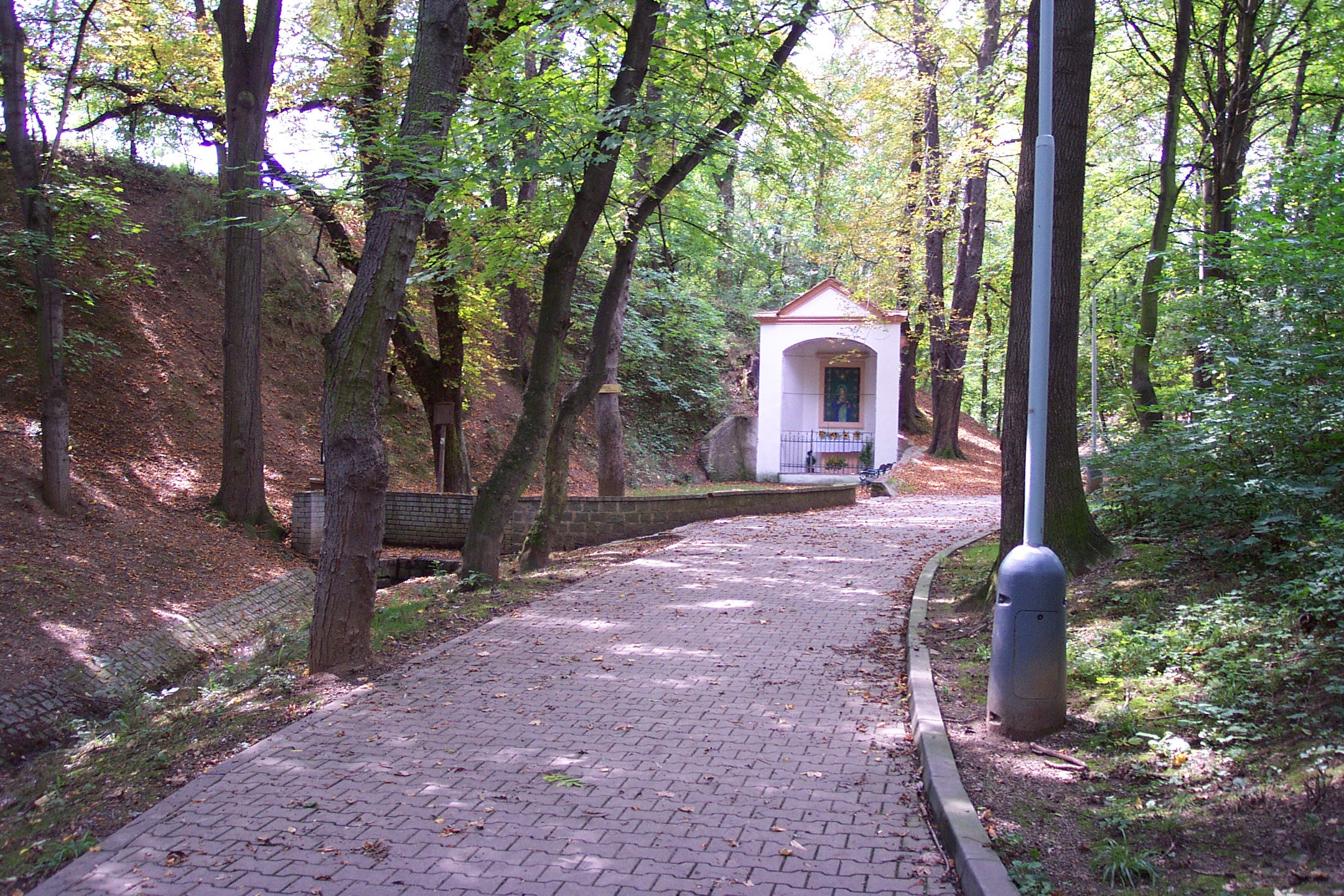
Zázračná studánka, vlevo je vidět pramen Lysolajského potoka, v pravé části pak kaplička

Housle byly vyhlášeny přírodní památkou v roce 1982. Důvodem byla především snaha zachovat významný geomorfologický útvar a zároveň útočiště pro řadu živočišných druhů zejména hmyzu. Rokle je charakterizována jako významný geologický profil. V nadloží proterozoických hornin jsou zde uloženy mořské usazeniny z období vrchní křídy. Později zde byla zřízena naučná stezka, podél které byly rozmístěny informační tabule o fauně, flóře a historii tohoto chráněného území.
Kromě rokle samotné se níže ve směru do Lysolají nachází tzv. Zázračná studánka, ve které pramení Lysolajský potok. V některých částech rokle se ještě v první polovině 20. století konala představení ochotnických divadel.

## Flóra
V minulosti před zalesněním se zde nacházelo největší naleziště chráněné třešně křovité na území Prahy. V současnosti zde přežívá několik posledních exemplářů na okraji lesa. Pískovcová rokle postupně zarůstá stromy, které se usazují v puklinách skalních stěn, roztahují je a zrychlují erozi. Z pískovce později vzniká písek, který se mísí s humusem, čímž vzniká živná půda pro další rostlinné druhy.

## Fauna
Území PP je významným útočištěm pro řadu živočišných druhů. Lokalita je zajímavá též výskytem vzácnějších druhů hmyzu - mimo jiné několika druhů střevlíků či velkého nočního motýla lišaje lipového.

## Sad
Sad složený z hrušní, jabloní a třešní byl založen počátkem 20. století ve střední části rokle.

## Dostupnost
Naučná stezka Housle začíná u zastávky autobusů pražské městské hromadné dopravy Lysolaje, poblíž které je rozmístěno několik plastik, vytvořených v rámci jednotlivých ročníků lysolajského sochařského sympozia v letech 2014–2016. Roklí prochází také modře značená turistická cesta, která vede od zastavení U Matěje Přírodním parkem Šárka – Lysolaje k rozcestí Nad Truhlářkou, odtud dále polními cestami k rokli Housle a nakonec zpět do Šáreckého údolí.